# A Palela
A Palela es un lugar español situado en la parroquia de Covas, del municipio de Maceda, en la provincia de Orense, Galicia.

## Demografía
La aldea de A Palela consta en la base de datos del INE y en la del IGE formando parte de la parroquia de La Cuesta. 
| Gráfica de evolución demográfica de A Palela entre 2000 y 2022 |
|                                                                |
| Datos según el nomenclátor publicado por el INE.               |